# Eddy Schepers
Eddy Schepers (Tienen, 12 december 1955) is een voormalig Belgisch wielrenner.

## Carrière

### Grote belofte
In 1981 eindigt Eddy Schepers 6de in de Dauphiné Liberé. In drie etappes van deze zware Franse rittenkoers is hij tweede waarvan een keer achter ploegmaat William Tackaert. Twee keer kan hij in een bergrit als enige Bernard Hinault volgen. Hinault is op dat ogenblik zonder enige discussie de beste coureur ter wereld. In Sport 80 zegt toenmalig sportbestuurder Fred De Bruyne: ”Ik heb van een pannenkoek een coureur gemaakt.”
Schepers was nochtans met torenhoge verwachtingen het profwereldje ingestapt. Hij nam in 1976 deel aan wegwedstrijd op de Olympische Spelen, samen met Dirk Heirweg, Frank Hoste en Fons De Wolf. In 1977 won hij vervolgens de Ronde van de Toekomst, die toen nog exclusief voorzien was voor amateurs, zoals beloften en elites zonder contract indertijd heetten. Hij liet er de Oost-Europese staatsamateurs en de Italiaanse youngsters achter zich. En België dacht de opvolger van Eddy Merckx ontdekt te hebben. De eerste profploeg van Schepers was trouwens de C&A-ploeg van Merckx.

### Meesterknecht van Roche
De opvolger van Merckx werd Eddy uit Drieslinter niet. Zijn sprint was niet snedig genoeg, en in tijdritten verloor hij veel te veel tijd. Daarenboven kon hij het echte kopmanschap niet aan. Hij reed echter met de besten meer over de cols. Later in zijn loopbaan ontpopte Schepers zich bij de Italiaanse Carrera-ploeg tot meesterknecht van Stephen Roche, die zijn overwinningen in de Giro d'Italia en de Tour de France van 1987 niet het minst aan Schepers te danken had. Op sommige cols moest Eddy inhouden om Roche niet uit het wiel te rijden.
Toch fietste Schepers nog een tros mooie ereplaatsen bij elkaar. Onder meer: Een ritoverwinning in de Ronde van Romandië, tweede en derde plaats in het Belgisch kampioenschap, vier keer top tien in Luik-Bastenaken-Luik en twee keer in de Waalse Pijl, derde in de Brabantse Pijl, vijfde in de Scheldeprijs, zesde in het Kampioenschap van Zürich en zevende in Frankfurt. Twee keer op het podium in een rit in de Giro, en een 11de en twee 12de plaatsen in de eindstand, 14de, 15de en 16de in de eindstand van de Tour, 10de in de Ronde van Zwitserland en 9de in de Ronde van Spanje. Daarenboven top tien plaatsen in de Ronde van de Middellandse Zee, de Ronde van de Aude, Parijs-Nice, de Midi Libre, de Ronde van België en het Internationaal Wegcriterium.

## Belangrijkste overwinningen
1977
- Ronde van de Toekomst
- 3de etappe, 5de etappe en eindklassement Ronde van Namen
- Giro delle Regioni

1979
- 2de Belgisch kampioen op de weg, Elite

1980
- 3de Belgisch kampioen op de weg, Elite

1985
- 1e etappe Ronde van Romandië

## Resultaten in voornaamste wedstrijden
| Jaar | Ronde van Italië | Ronde van Frankrijk | Ronde van Spanje |
| ---- | ---------------- | ------------------- | ---------------- |
| 1978 |                  |                     |                  |
| 1979 |                  | 15e                 |                  |
| 1980 |                  | 26e                 |                  |
| 1981 |                  | 16e                 |                  |
| 1982 | 11e              |                     |                  |
| 1983 | 21e              |                     |                  |
| 1984 | 12e              |                     |                  |
| 1985 |                  | 14e                 |                  |
| 1986 | 23e              | 37e                 |                  |
| 1987 | 12e              | 30e                 |                  |
| 1988 |                  | opgave              | 9e               |
| 1989 | 22e              | opgave              |                  |
| 1990 |                  |                     | 85e              |

| Jaar | Milaan-San Remo | Gent-Wevelgem | Ronde van Vlaanderen | Amstel Gold Race | Luik-Bast.‑Luik | Waalse Pijl | Brabantse Pijl | Rund um den Henninger-Turm |  | Wereldranglijsten |
| ---- | --------------- | ------------- | -------------------- | ---------------- | --------------- | ----------- | -------------- | -------------------------- |  | ----------------- |
| 1978 |                 |               |                      |                  | 23e             | 22e         |                |                            |  |                   |
| 1979 | 47e             |               |                      |                  | 5e              | 40e         | Brons          |                            |  | 41e (SPP)         |
| 1980 |                 |               |                      | 51e              | 10e             |             |                |                            |  |                   |
| 1981 | 51e             | 104e          |                      |                  | 6e              | 8e          |                | 7e                         |  |                   |
| 1982 | 45e             |               |                      |                  |                 |             |                |                            |  |                   |
| 1983 |                 | 45e           | 28e                  | 41e              |                 | 4e          |                |                            |  |                   |
| 1984 | 35e             |               |                      |                  |                 |             |                |                            |  |                   |
| 1985 |                 | 55e           |                      |                  | 27e             | 52e         |                |                            |  |                   |
| 1986 |                 |               |                      |                  | 23e             | 23e         |                |                            |  |                   |
| 1987 |                 |               |                      |                  | 8e              |             |                |                            |  |                   |
| 1988 |                 |               |                      |                  |                 | 34e         |                |                            |  |                   |
| 1989 |                 |               | 49e                  | 96e              | 13e             |             |                |                            |  |                   |
| 1990 |                 |               |                      |                  |                 |             |                |                            |  |                   |